# Graiba

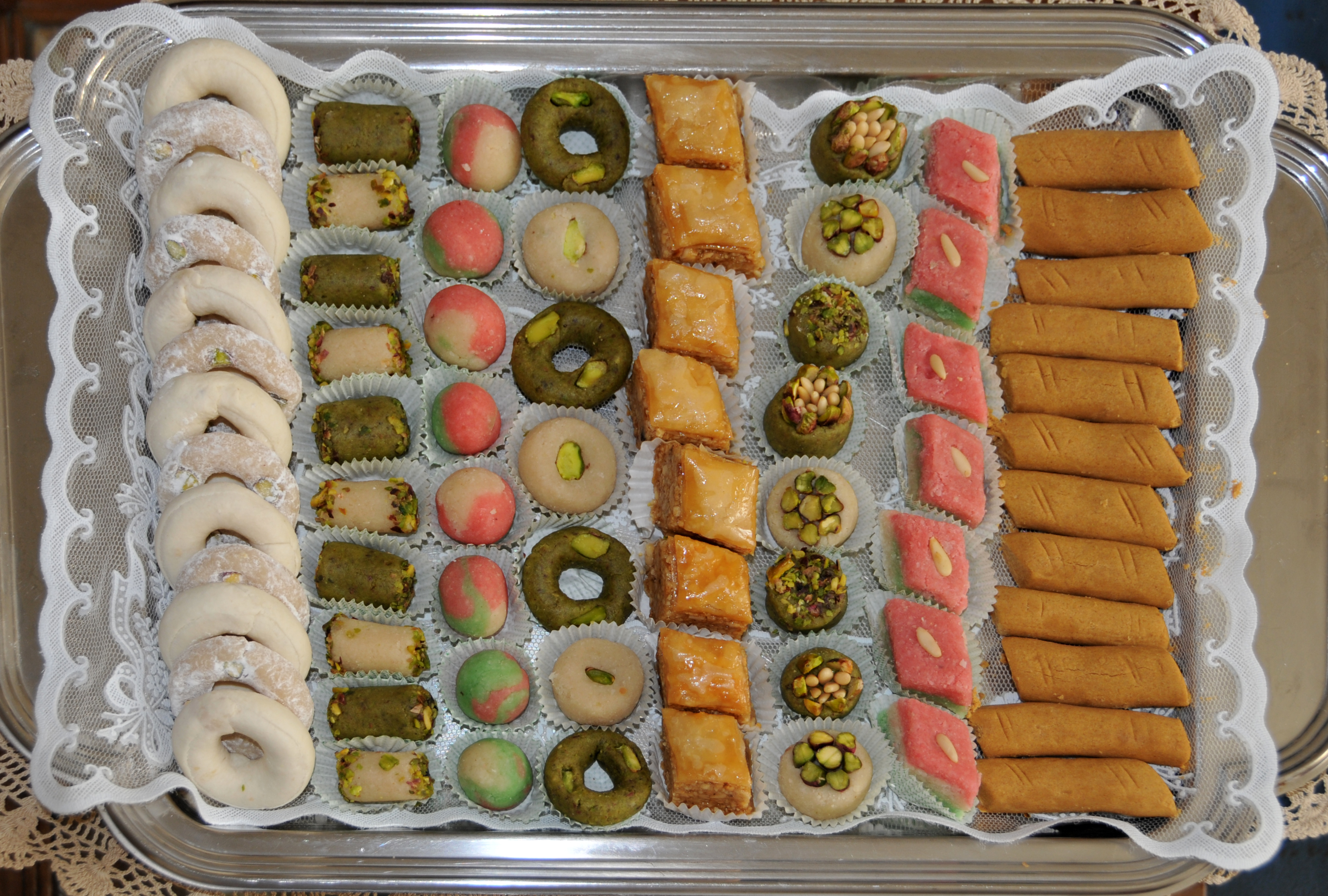
Plata de pastissets tunisians. La primera columna a la dreta són graibes de cigrons.

La graiba és un petit pastisset cilíndric de tipus oriental de la cuina tunisiana que es fa amb farina de cigrons, sucre i mantega.
Els pastissets es fan escalfant i enrossint la mantega en una olla, que s'aboca després en una font per a barrejar-la amb el sucre fi i la farina. Amb aquesta pasta es fan cilindres fent-la rodar amb les mans sobre una taula untada amb oli d'oliva, per tal que no s'enganxin, es tallen amb un ganivet en trossos de cinc o sis centímetres de llargària, es deixen refredar i posteriorment es couen a forn suau.
A més de la graiba de cigrons, la més coneguda, de color groga, a Tunísia existeix també graiba blanca, feta amb sèmola fina i farina de blat, i graiba grisa, amb farina de sorgo.